# Ströms kontrakt
Ströms kontrakt var ett kontrakt inom Härnösands stift av Svenska kyrkan. Kontraktet upplöstes 31 december 2000. 
Kontraktskod var 1009.

## Administrativ historik
Kontraktet bildades 1922 av hela Jämtlands norra kontrakt och omfattade:
- Hammerdals församling som vid upplösningen 2001 övergick till Strömsunds kontrakt
- Gåxsjö församling som vid upplösningen 2001 övergick till Strömsunds kontrakt
- Ströms församling som vid upplösningen 2001 övergick till Strömsunds kontrakt
- Alanäs församling som vid upplösningen 2001 övergick till Strömsunds kontrakt
- Föllinge församling som vid upplösningen 2001 övergick till Krokom-Åre kontrakt
- Laxsjö församling som vid upplösningen 2001 övergick till Krokom-Åre kontrakt
- Hotagens församling som vid upplösningen 2001 övergick till Krokom-Åre kontrakt
- Frostvikens församling som vid upplösningen 2001 övergick till Strömsunds kontrakt
- Lits församling  som 1962 överfördes till Östersunds kontrakt
- Kyrkås församling  som 1962 överfördes till Östersunds kontrakt
- Häggenås församling som 1962 överfördes till Östersunds kontrakt
- Rödöns församling som 1962 överfördes till Östersunds kontrakt
- Näskotts församling som 1962 överfördes till Östersunds kontrakt
- Aspås församling som 1962 överfördes till Östersunds kontrakt
- Ås församling som 1962 överfördes till Östersunds kontrakt